# Comté d'Oglethorpe
Pour les articles homonymes, voir Oglethorpe.
Le comté d'Oglethorpe est un comté de Géorgie, aux États-Unis. Il est nommé en hommage à James Edward Oglethorpe, créateur de la colonie de Géorgie. Son siège est Lexington.
Les villes du comté sont : 
- Arnoldsville
- Crawford (Géorgie)
- Lexington
- Maxeys

## Personnalités notables
- Albert Creswell Garlington : Membre du Sénat de Caroline du Sud et général confédéré

## Démographie
| 1800  | 1810   | 1820   | 1830   | 1840   | 1850   |
| ----- | ------ | ------ | ------ | ------ | ------ |
| 9 780 | 12 297 | 14 046 | 13 618 | 10 868 | 12 259 |

| 1860   | 1870   | 1880   | 1890   | 1900   | 1910   |
| ------ | ------ | ------ | ------ | ------ | ------ |
| 11 549 | 11 782 | 15 400 | 16 951 | 17 881 | 18 680 |

| 1920   | 1930   | 1940   | 1950  | 1960  | 1970  |
| ------ | ------ | ------ | ----- | ----- | ----- |
| 20 287 | 12 927 | 12 430 | 9 958 | 7 926 | 7 598 |

| 1980  | 1990  | 2000   | 2010   | - | - |
| ----- | ----- | ------ | ------ | - | - |
| 8 929 | 9 763 | 12 635 | 14 899 | - | - |